# Plan Dulles
Le plan Dulles ou la doctrine Dulles (russe : План Даллеса or Доктрина Даллеса) est le document central d'une théorie du complot, selon laquelle le chef de la CIA Allen Dulles avait élaboré un plan pour que les États-Unis détruisent l'Union soviétique pendant la guerre froide en corrompant secrètement l'héritage culturel et les valeurs morales de la nation soviétique. Le plan a été publié pour la première fois en Russie peu après la dissolution de l'URSS et a souvent été cité par d'éminents politiciens, journalistes et écrivains russes.
Le texte provient d'une œuvre de fiction, un roman de 1971 L'Appel éternel (russe : Вечный зов), écrite par Anatoli Ivanov, où le plan est fourni sous la forme d'une exposition par l'un des méchants du roman, un collaborateur nazi (en). Il a d'abord été publié en tant que "plan" distinct et attribué à Allen Dulles dans un livre de 1993 de John (Snychov), métropolite de Saint-Pétersbourg et Ladoga. Les origines littéraires du plan ont été retracées au début des années 2000.
Le terme « plan Dulles » peut également faire référence à une série d'extraits hors contexte du programme NSC 20/1 (« objectifs des États-Unis vis-à-vis de la Russie ») tel que présenté par Nikolay Yakovlev dans son livre de 1983 CIA against USSR. Le programme original esquissé par le Conseil de sécurité nationale des États-Unis en 1948 a établi la politique de base envers l'Union soviétique. Cependant, ce texte n'a rien à voir avec la CIA ou Allen Dulles, et son contenu ne présente aucune similitude textuelle avec le document présenté par les partisans de cette théorie du complot.

## Contenu
Le « plan », écrit sous la forme d'une exposition de méchants, décrit comment les États-Unis détruiront le peuple soviétique (russe) de l'intérieur au moyen d'une « cinquième colonne » cherchant à corrompre les valeurs culturelles fondamentales de la société soviétique. Cette démarche est à accomplir en subvertissant les porteurs de cette culture (littérature, théâtres et cinéma) pour promouvoir la violence, la dépravation et autres vices. De plus, ces agents travailleront à plonger la structure gouvernementale dans le chaos, la bureaucratie et la corruption, ainsi qu'à semer le nationalisme, la haine ethnique et la méfiance parmi la population en général.

## Origines
Le texte a été publié pour la première fois sous sa forme moderne en 1993 dans l'article du métropolite John (Snychov) "La bataille pour la Russie" et en même temps par le poète ukrainien Borys Oliinyk dans un autre article. Depuis lors, il a été cité (mais pas toujours considéré comme la vérité) par de nombreux hommes politiques russes (tels que Vladimir Jirinovski, Nikolai Kondratenko (en), ou encore Sergey Glazyev (en)), mais aussi par des journalistes et écrivains (tels que l'anti-occidental Sergey Kara-Murza), ou encore par la cinéaste Nikita Mikhalkov. La présidente du Conseil de la République de Biélorussie, Natalya Kochanova (en), a utilisé le plan pour expliquer la situation en Biélorussie,.
L'ensemble du plan (sans aucune référence à Dulles ou à la CIA) est exprimé presque mot pour mot par un personnage méchant dans la première édition du roman L'appel éternel d'Anatoly Ivanov. La deuxième édition, publiée en 1981, contient encore la majeure partie du plan, qui est maintenant divisé en phrases courtes et dispersées au sein du deuxième livre.
Une version antérieure du plan peut également être trouvée dans un roman de 1965 de l'écrivain soviétique Yuri Dol'd-Mikhaylik, où un autre méchant, un « général Dumbright » (russe : генерал Думбрайт), propose une ligne de conduite similaire : « Nous armerons les comédiens de blagues qui se moquent de leur présent et de leur avenir (...) Nous empoisonnerons l'âme des jeunes en leur faisant perdre leurs repères sur leur but dans la vie, nous éveillerons leur intérêt sur les questions sexuelles, les appâteront avec des leurres du monde libre tels que des danses fantaisistes, de jolis vêtements, des disques spéciaux, des vers, des chansons (...) Nous allons semer la discorde entre les jeunes et l'ancienne génération (...) ». Dans l'histoire, le général Dumbright participe à une tentative de signature d'une paix séparée entre les Alliés occidentaux et l'Allemagne nazie pendant la Seconde Guerre mondiale, ce qui peut être la raison pour laquelle Allen Dulles a été utilisé comme équivalent réel du personnage de Dold-Mikhaylik (voir Opération Sunrise). Une autre possibilité est une confusion avec John Foster Dulles et sa politique anti-communiste proposée de " Rollback ", qui est parfois appelée la " Doctrine Dulles ".
Le texte d'Ivanov présente également d'importantes similitudes avec les déclarations de Piotr Verhovensky, personnage du roman de 1871 Les Démons de Fiodor Dostoïevski : « ... corruption ; nous étoufferons tout génie à ses débuts. '... Mais une ou deux générations de vice s'imposent maintenant ; vice monstrueux et abject par lequel un homme se transforme en un reptile répugnant, cruel et égoïste. C'est ce dont nous avons besoin ! » (Chapitre VII).
Les impératifs du plan (corrompre les jeunes, contrôler les médias, discréditer le gouvernement, etc.) sont remarquablement similaires aux « Règles communistes pour la révolution », publiées en 1946 aux États-Unis. De même, les règles ont été approuvées comme étant vraies par certains politiciens américains et ont été périodiquement invoquées même après l'effondrement de l'Union soviétique.

## Interdiction en Russie
En juin 2015, un tribunal local en Russie a qualifié le contenu du plan de Dulles de "matériel extrémiste" et a interdit sa publication ou sa distribution en Russie après qu'un certain nombre d'habitants d'Asbest l'aient reçu dans leurs boîtes aux lettres.